# Schachticraspedon
Schachticraspedon är ett släkte av steklar. Schachticraspedon ingår i familjen brokparasitsteklar.
Kladogram enligt Catalogue of Life:
| Schachticraspedon | \| \| Schachticraspedon drosolitus \| \| \| \| \| \| Schachticraspedon juniori \| \| \| \| |
|                   | \| \| Schachticraspedon drosolitus \| \| \| \| \| \| Schachticraspedon juniori \| \| \| \| |
|                   | Schachticraspedon drosolitus                                                               |
|                   |                                                                                            |
|                   | Schachticraspedon juniori                                                                  |
|                   |                                                                                            |